# Tuyến đường sắt Kalka–Shimla
Tuyến đường sắt Kalka–Shimla là tuyến đường sắt khổ hẹp Bản mẫu:Khổ đường sắt nằm ở miền Bắc Ấn Độ đi qua vùng núi từ Shimla tới Kalka của Panchkula. Tuyến đường sắt được biết đến với khung cảnh ngoạn mục của núi đồi và những ngôi làng xung quanh. Công trình được xây dựng dưới sự chỉ đạo của Herbert Septimus Harington trong khoảng thời gian từ 1898 đến 1903 để kết nối Shimla, thủ đô mùa hè của Ấn Độ dưới thời Raj thuộc Anh với phần còn lại của hệ thống đường sắt Ấn Độ.
Đầu máy xe lửa đầu tiên của tuyến đường sắt được sản xuất bởi Sharp, Stewart and Company, một công ty có trụ sở tại Manchester. Sau đó, đầu máy xe lửa lớn hơn của Công ty Động cơ Hunslet đã được đưa vào khai thác. Đầu máy chạy dầu diesel và diesel-thủy lực được đưa vào hoạt động lần lượt vào năm 1955 và 1970.
Ngày 8 tháng 7 năm 2008, tuyến đường sắt này được UNESCO đưa vào danh sách Di sản thế giới như là phần mở rộng của di sản Hệ thống đường sắt trên núi của Ấn Độ được công nhận vào năm 1999.

## Lịch sử
Shimla được người Anh định cư ngay sau chiến tranh Anglo-Nepalese. Nó nằm ở độ cao 7.116 foot (2.169 m) tại chân của dãy Himalaya. Ý tưởng kết nối Shimla bằng một tuyến đường sắt lần đầu tiên được đưa ra bởi một phóng viên của Công báo Delhi vào tháng 11 năm 1847. Shimla trở thành thủ đô mùa hè của Ấn Độ thuộc Anh vào năm 1864 và là trụ sở của quân đội Ấn Độ. Điều này có nghĩa là, hai lần một năm cần phải di chuyển toàn bộ chính phủ giữa Calcutta và Shimla bằng xe ngựa và bò kéo.
Năm 1891, tuyến đường sắt khổ rộng 5 ft 6 in Delhi–Kalka mở ra khiến cho việc xây dựng một tuyến nhánh lên đến Shimla trở lên khả thi hơn.
Quá trình khảo sát lần đầu tiên được thực hiện vào năm 1884 và sau đó là một cuộc khảo sát khác vào năm 1885. Dựa trên hai cuộc khảo sát này, một báo cáo dự án đã được đệ trình chính phủ Ấn Độ thuộc Anh vào năm 1887. Hai cuộc khảo sát sau đó được thực hiện vào năm 1892 và 1893 dẫn đến bốn phương án đề xuất trong đó có hai ý tưởng sát thực tế là 67,25 mi (108,23 km) and 69,75 mi (112,25 km). Một cuộc khảo sát thực hiện năm 1895 từ Kalka đến Solan nhằm xác định chọn thanh răng 1 in 12 hay 1 in 20 và sau nhiều cuộc tranh luận đã đưa đến kết luận về việc chọn hệ thống thanh răng.
Việc xây dựng tuyến đường sắt Kalka–Shimla trên thanh ray khổ hẹp 2 ft (610 mm) được tiến hành bởi Công ty đường sắt Delhi-Ambala-Kalka dưới sự tài trợ của tư nhân sau khi Bộ trưởng Ngoại giao đã ký kết hợp động với các bên vào ngày 29 tháng 6 năm 1898, trong đó có việc nói rằng tuyến đường sắt xây dựng sẽ không cần đến bất kỳ sự hỗ trợ tài chính nào từ Chính phủ. Tuy nhiên, Chính phủ đã cung cấp đất miễn phí cho công ty tư nhân. Chi phí xây dựng ước tính 8.678.500 rupee nhưng đã tăng gần gấp đôi vào thời điểm thông tuyến. Kỹ sư trưởng của dự án là Herbert Septimus Harington.
Kalka–Shimla được thông tuyến vào ngày 9 tháng 11 năm 1903 với chiều dài 95,68 km (59,45 mi) và được dành riêng cho Toàn quyền Ấn Độ Lord Curzon. Sau đó nó tiếp tục được kéo dài từ Shimla đến khu hàng hóa Shimla (nơi đã từng đặt văn phòng xe bò kéo) vào ngày 27 tháng 6 năm 1909, và chiều dài toàn tuyến lúc này là 96,60 km (60,02 mi).
Quân đội Ấn Độ tỏ ra nghi ngờ về khổ đường ray và yêu cầu một thước đo tiêu chuẩn rộng hơn được sử dụng cho các tuyến đường sắt trên núi và chiến lược. Cuối cùng Chính phủ đã đồng ý rằng, cơ bản đường sắt có khổ quá hẹp để sử dụng cho mục đích quân sự và cho một thành phố thủ đô. Kết quả là hợp đồng với công ty đường sắt được sửa chữa vào ngày 15 tháng 11 năm 1901 và khoảng cách đường ray được thay đổi từ 2 ft 6 in thành khoảng cách đường ray biến đổi. Tuy nhiên, một số nguồn cho hay việc thay đổi đã không được thực hiện cho đến năm 1905.
Năm 1905, một cần cẩu lăn 10 tấn đã được Clarke Chapman hỗ trợ để sử dụng nâng các vật dụng sau tai nạn và bảo trì đường ray. Do vốn và chi phí bảo hành quá cao, cùng với việc điều kiện làm việc khó khăn nên tuyến đường sắt được phép thu giá vé cao hơn so với các tuyến khác. Tuy nhiên, công ty đường sắt đã chi 16.525.000 rupee vào năm 1904 mà không có dấu hiệu nào cho thấy là tuyến đường sắt sẽ đem lại lợi nhuận, nên Chính phủ đã buộc phải mua lại vào ngày 1 tháng 1 năm 1906 với giá 17.107.748 rupee.
Dưới sự kiểm soát của Chính phủ, tuyến đường sắt ban đầu được quản lý như một đơn vị độc lập bởi Văn phòng Đường sắt Tây Bắc đặt tại Lahore cho đến năm 1926 khi nó chuyển về phân khu Delhi. Kể từ tháng 7 năm 1987, tuyến đường sắt được quản lý bởi Phân khu Ambala từ Ambala Cantt.
Năm 2007, chính phủ bang Himachal Pradesh tuyên bố nó là một tuyến đường sắt di sản. Trong khoảng một tuần bắt đầu từ ngày 11 tháng 9 năm 2007, đại diện của UNESCO đã đến thăm tuyến đường sắt này để xem xét khả năng có thể đưa nó vào danh sách Di sản thế giới hay không. Vào ngày 8 tháng 7 năm 2008, Kalka–Shimla đã chính thức trở thành một phần của Di sản thế giới Hệ thống đường sắt trên núi của Ấn Độ cùng với hai tuyến đường sắt đã được công nhận trước đó là tuyến đường sắt Darjeeling Himalaya và tuyến đường sắt Dãy núi Nilgiri. Ngày 7 tháng 7 năm 2011, bảo tàng đường sắt Baba Bhalku tại Shimla được mở để trưng bày lịch sử của tuyến đường sắt cũng như các hiện vật có liên quan.

## Tuyến đường sắt

### Nhà ga
Tuyến đường sắt uốn lượn từ đồ cao 656 mét (2.152 ft) ở Kalka tại chân Các đồi Sivalik, qua Dharampur, Solan, Kandaghat, Taradevi, Barog, Salogra, Totu (Jutogh) và Summerhill trước khi kết thúc tại Shimla ở độ cao 2.075 mét (6.808 ft). Ban đầu nó sử dụng ray 42 lb/yd (20,8 kg/m) trước khi được thay thế bằng ray 60 lb/yd (29,8 kg/m). Sau đây là các ga xe lửa mà tuyến đường sắt đi qua:
- Kalka (0 km, 656 mét so với mực nước biển): Tên của nó bắt nguồn từ đền Kali Mata nằm ở cuối Shimla. Tại nhà ga này có một đầu máy diesel cùng với một xưởng để bảo trì và sửa chữa động cơ, toa xe của tuyến Kalka-Shimla.[13]
- Taksal (5,69 km, 806 mét so với mực nước biển).[13]
- Gumman (10,41 km, 940 mét so với mực nước biển): Là một nhà ga xe lửa cô lập nằm ở đồi Kasauli.
- Koti (16,23 km, 1,098 mét so với mực nước biển): Là một nhà ga thường xuyên có sự góp mặt của các loài động vật hoang dã. Gần đó có đường hầm dài thứ hai của tuyến với 693,72 mét. Vào tháng 8 năm 2007, một trận mưa lớn đã cuốn trôi một phần của nhà ga và đường ray.
- Sonwara (26 km, 1.334 mét so với mực nước biển): Nhà ga phục vụ cho khu dân cư Sanawar gần đó. Gần nhà ga này là cây cầu dài nhất tuyến với 97,40 mét và cao 19,31 mét.
- Dharampur (32,14 km, 1,469 mét so với mực nước biển): Nhà ga xe lửa này cách Kasauli 13 km. Tại đây có Engineer's Bungalow là nơi ở của các kỹ sư phụ trách một phần của tuyến cho đến năm 1960 khi nó được chuyển đổi thành Viện An toàn Đường sắt phía Bắc.
- Kumarhati Dagshai (39 km, 1.579 mét so với mực nước biển): Trạm cô lập này phục vụ cho khu quân sự Dagshai.
- Barog (42,14 km, 1,531 mét so với mực nước biển): Nhà ga được đặt theo tên của Đại tá S. Barog, người phụ trách xây dựng đường hầm đầu tiên của tuyến nhưng không thành công. Nằm gần nhà ga về phía Kalka là đường hầm dài nhất tuyến với 1.143,61 mét.
- Solan (46,10 km, 1.429 mét so với mực nước biển): Viện nghiên cứu quốc gia về trồng nấm và Đại học Nông nghiệp Solan nằm gần đó.
- Salogra (52,70 km, 1.509 mét so với mực nước biển).[13]
- Kandaghat (58,24 km, 1.433 mét so với mực nước biển). Tại đây có cầu vòm cao dài 32 mét.[13]
- Kanoh (69,42 km, 1.647 mét so với mực nước biển). Tại đây có cầu vòm cao nhất tuyến với 23 mét và dài 54,8 mét.[13]
- Kathleeghat (72,23 km, 1.701 mét so với mực nước biển).[13]
- Shoghi (77,81 km, 1.832 mét so với mực nước biển).[13]
- Taradevi (84,64 km, 1.936 mét so với mực nước biển): Nhà ga bắt nguồn từ Mata Tara Devi. Đền thờ Sankat Mochan và Tara Devi nằm gần nhà ga. Tại đây về phía Shimla có đường hầm dài thứ ba của tuyến với 992 mét.[13]
- Jutogh (89,41 km, 1.958 mét so với mực nước biển): Đây là nhà ga ngoại ô Shimla, phục vụ cho khu quân sự Jutogh.[13]
- Summer Hill (92,93 km, 2.042 mét so với mực nước biển): Trạm ngoại ô Shimla này ban đầu phục vụ Viceregal Lodge Nhà nghỉ Tổng trấn. Gần đó là đại học Himachal Pradesh.[13]
- Shimla (95,60 km, 2.075 mét so với mực nước biển).[7][13]

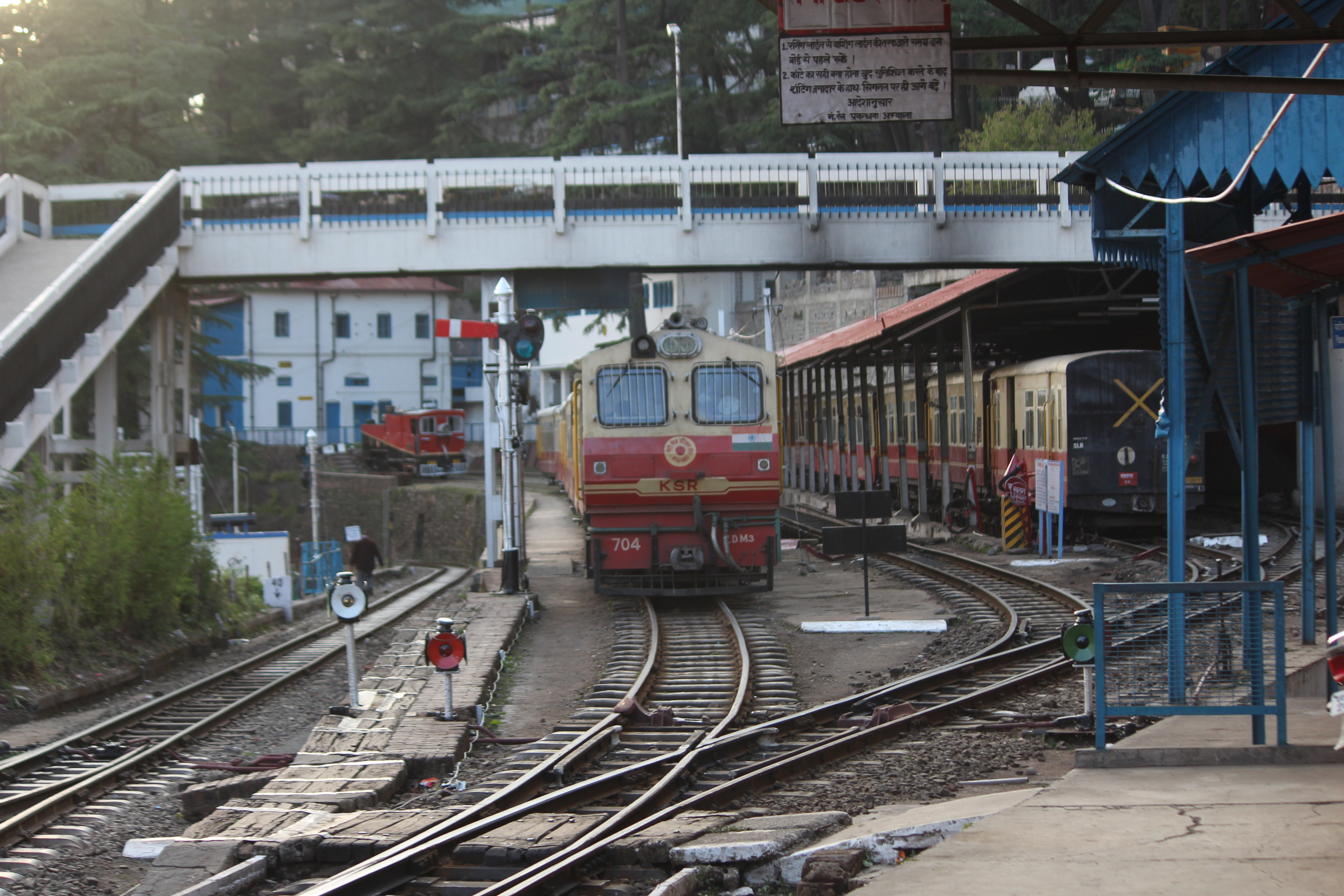
Một đoàn tàu khổ hẹp đang đỗ ở ga xe lửa Shimla
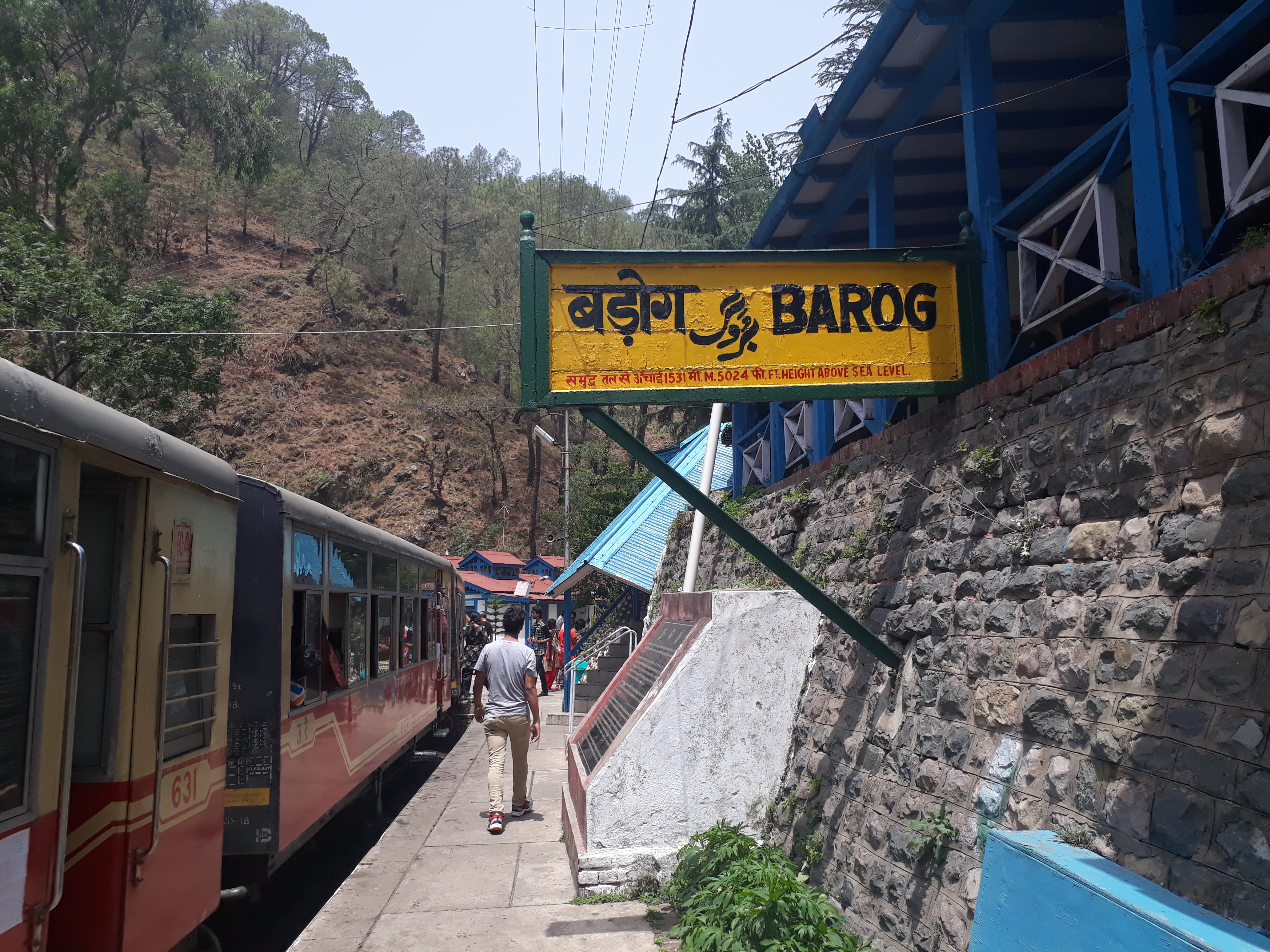
Barog
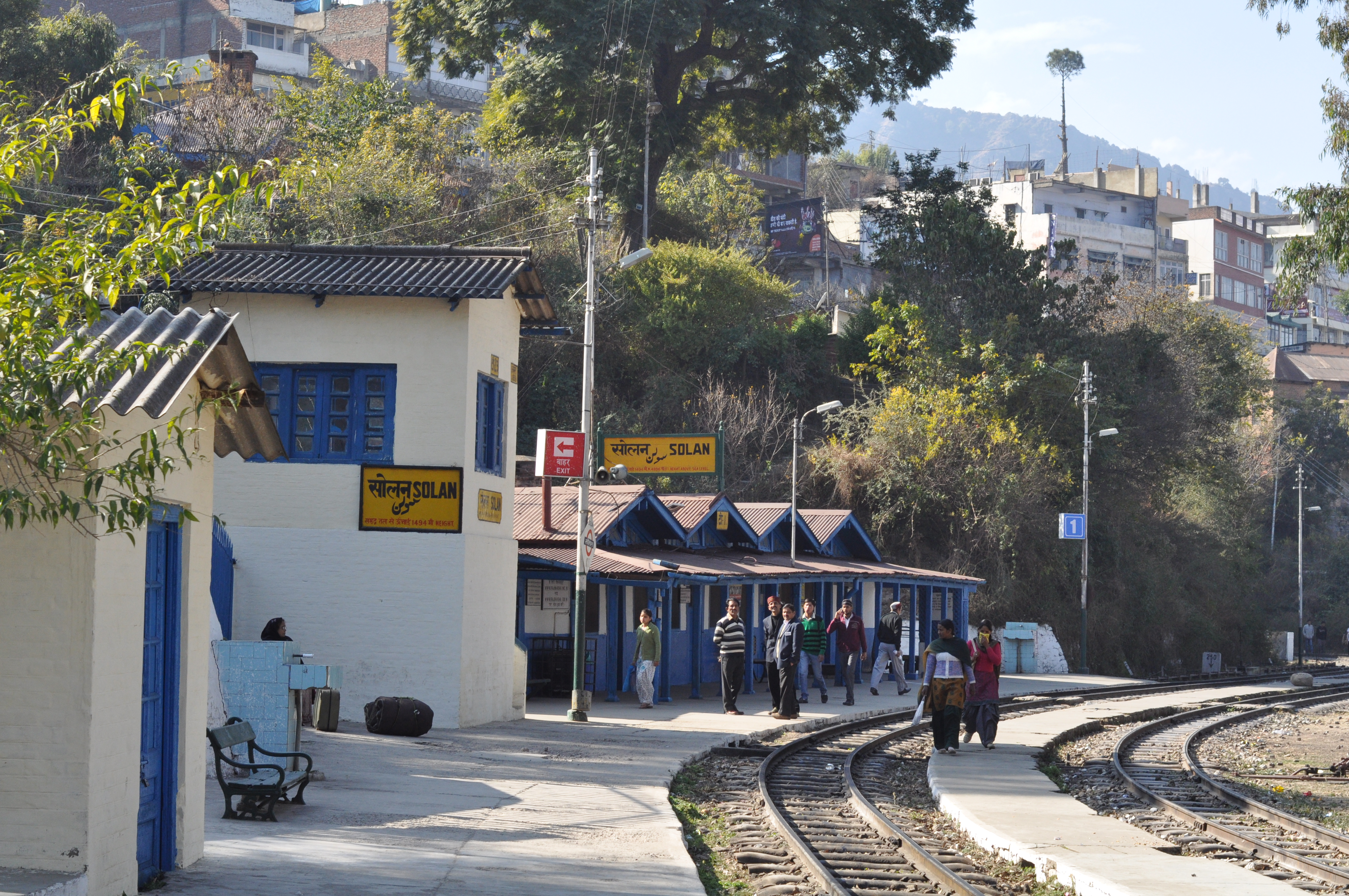
Solan
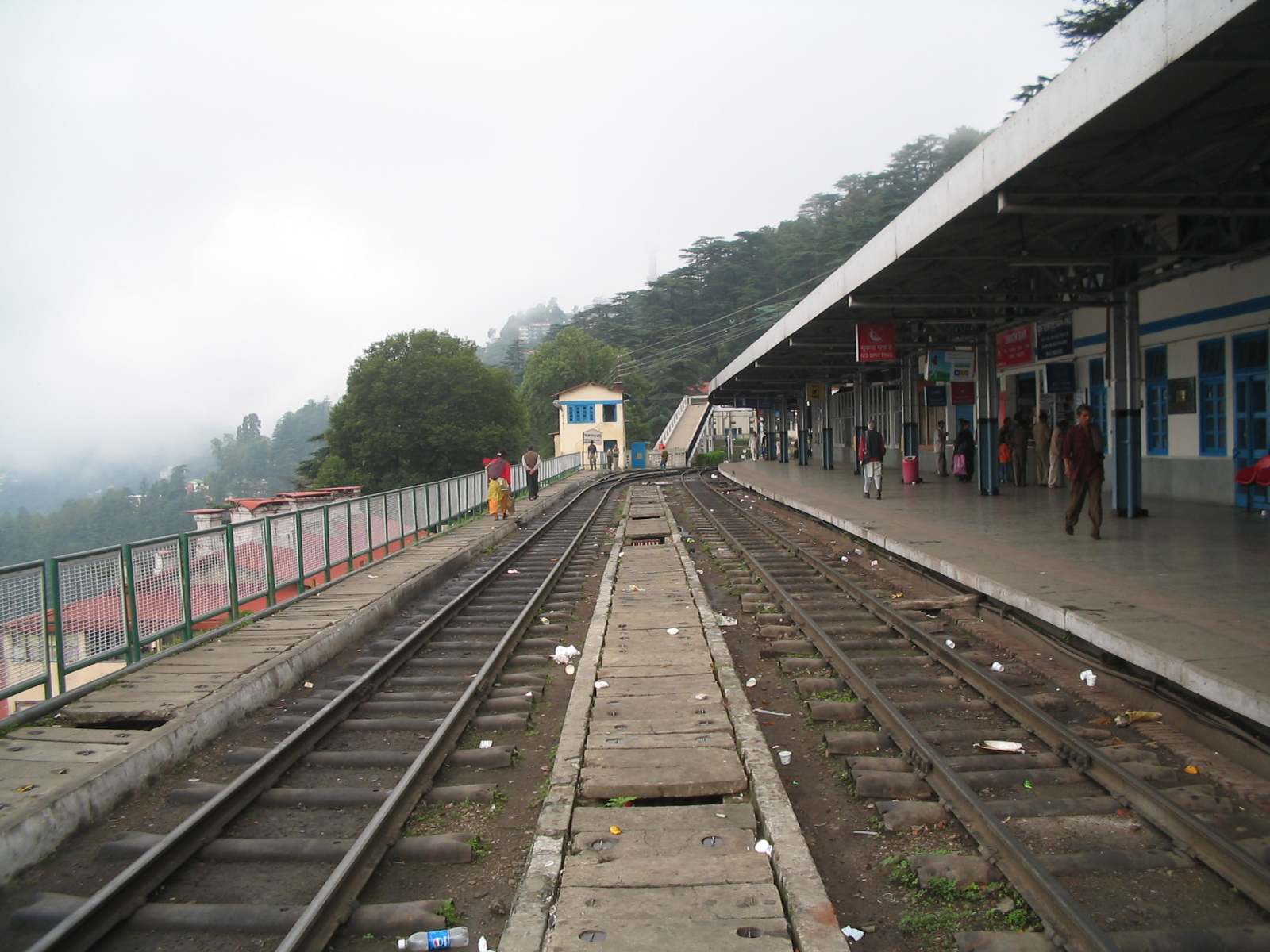
Shimla

### Cầu, cầu cạn và đường hầm
Toàn bộ tuyến đường sắt băng qua 988 cầu và cầu cạn với độ dốc 1 in 33, hoặc 3%. Ngoài ra là có 918 tuyến đường cong, với khúc cua lớn nhất là 48 độ (bán kính 122,93 foot hay 37,47 m). Cây cầu có kiến trúc phức tạp nhất là cầu số 226 bắc qua một thung lũng sâu đòi hỏi phải được xây dựng theo năm tầng vòm với mỗi tầng vòm được xây dựng bằng đá riêng rẽ.
Có tổng cộng 107 đường hầm được xây dựng ban đầu nhưng do sạt lở nên chỉ còn có 102 đường hầm được sử dụng. Việc xây dựng đường hầm số 33 được giao cho Đại tá S. Barog. Ông đã quyết định đào đường hầm từ hai đầu nhưng đã tính toán sai và không gặp nhau ở giữa. S. Barog bị phạt tượng trưng 1 rupee vì lãng phí tiền của. Không thể chịu đựng được sự sỉ nhục, Barog đã quẫn trí và tự sát gần đường hầm. Một số báo cáo nói rằng, ông đã bắn chết con chó của mình trước khi tự bắn mình. Ông được chôn cất gần lối vào đường hầm thất bại của mình. Đường hầm số 33 mới được xây dựng bởi kỹ sư trưởng HS Harington với sự giúp đỡ của khổ tu Bhalku đến từ làng Jhajja gần Chail. Bhalku đã sử dụng cây trượng gỗ dài để căn chỉnh chính xác. Với chiều dài 1.143 mét, đây là đường hầm dài nhất trên tuyến. Nó được gọi là đường hầm Barog mặc dù nó hoàn toàn khác với đường hầm thất bại trước đó. Thị trấn nhỏ gần đó được đặt là Barog theo tên của Đại tá quá cố.

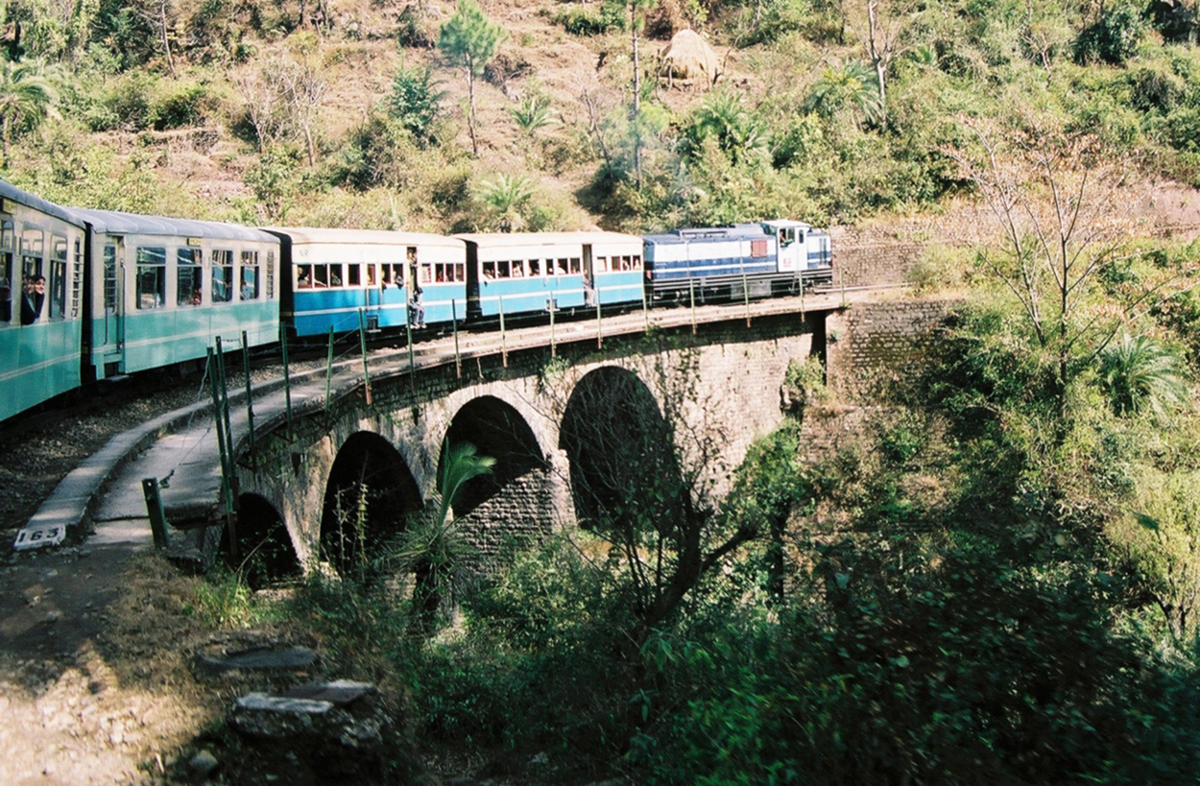
Băng qua một cây cầu
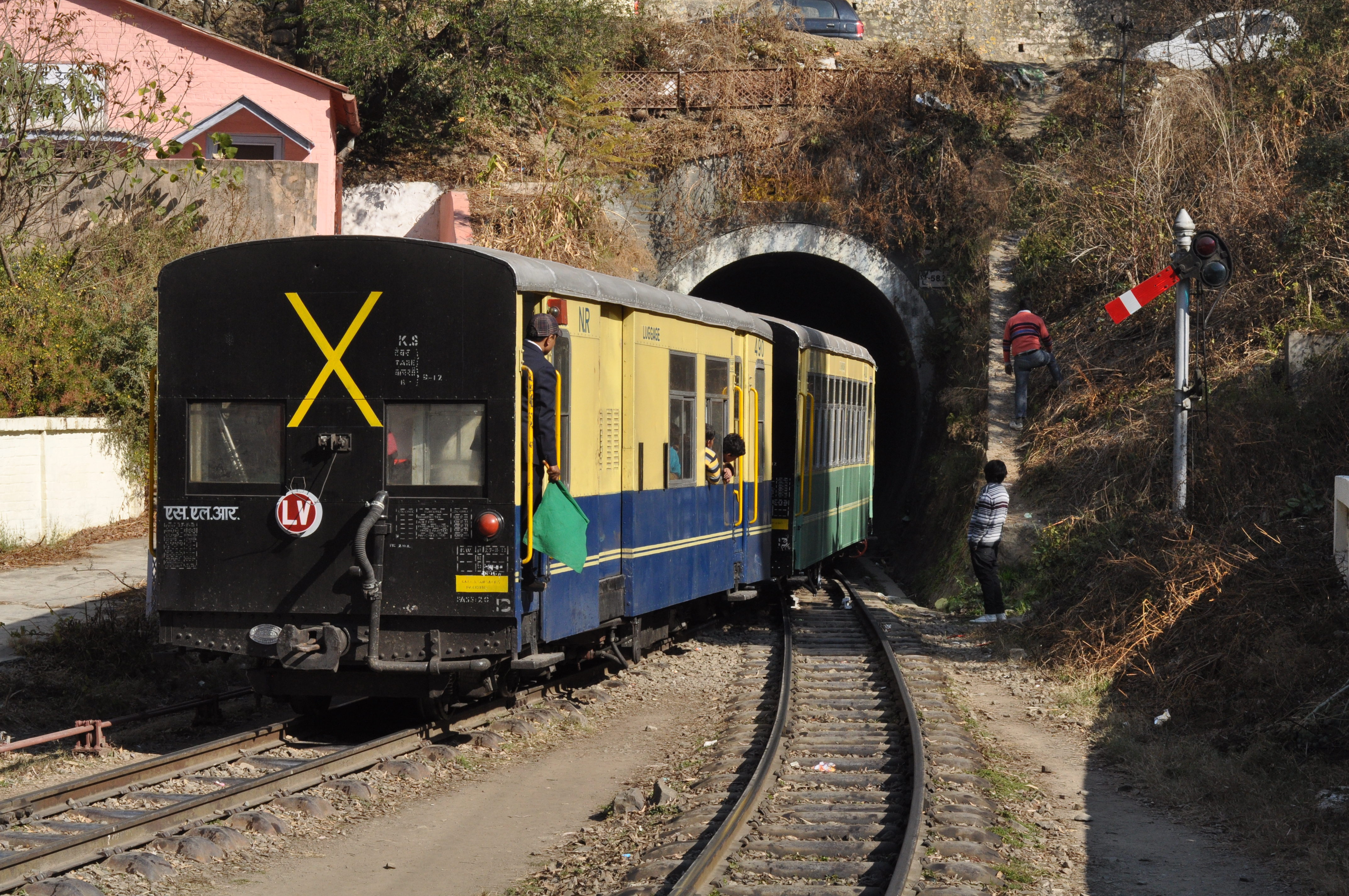
Đường hầm gần Solan
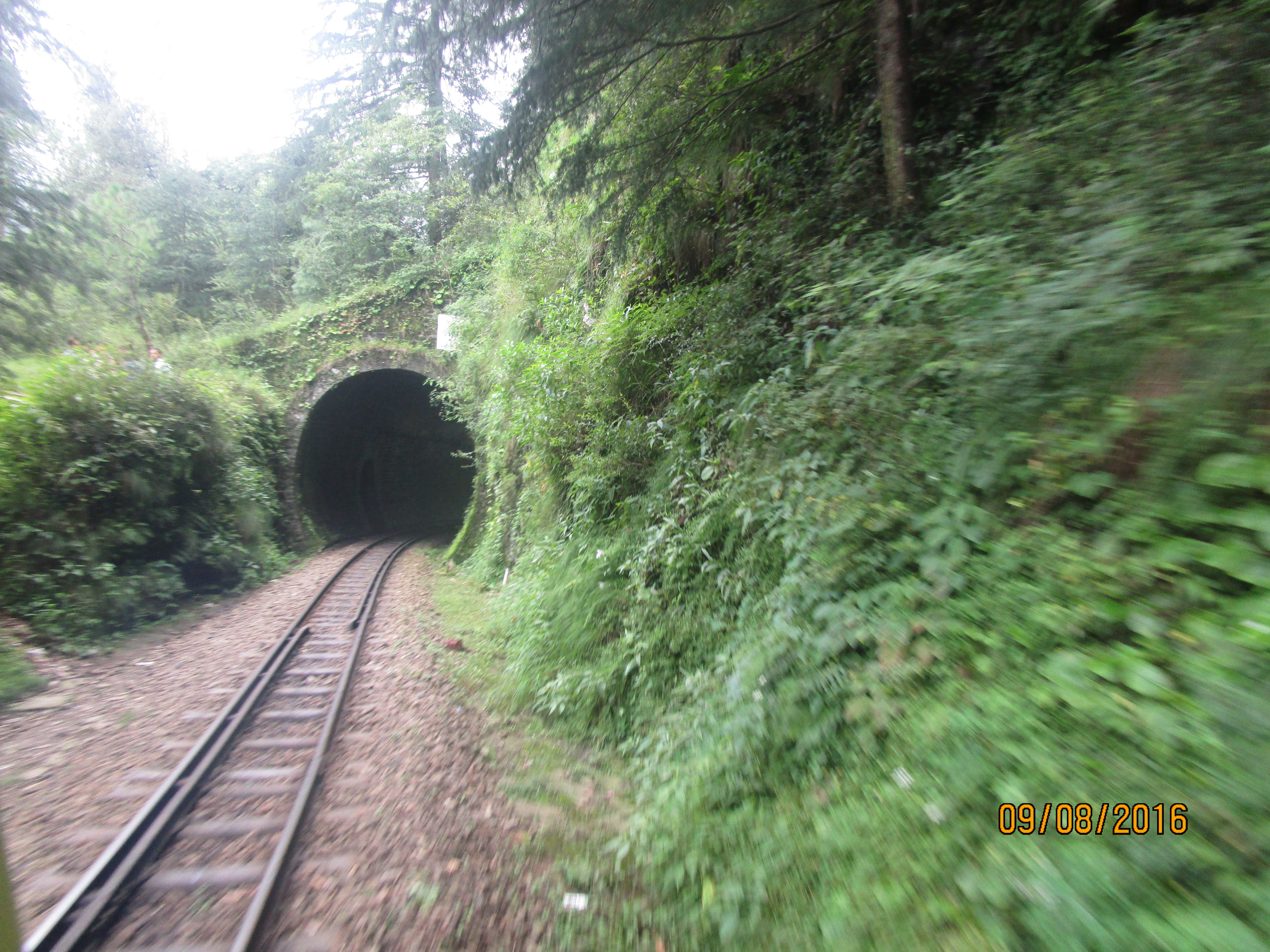
Đường hầm gần Jutogh